# 小笠原侑生
小笠原 侑生（おがさわら ゆうせい、1988年4月16日 - ）は、愛媛県松山市出身の元サッカー選手、サッカー指導者。ポジションは、ミッドフィールダー（MF）。

## 来歴
愛媛FCユース出身。京都産業大学では2010年に関西学生サッカーリーグ2部Aブロック得点王を獲得した。2011年より愛媛FCへ入団。
2013年、V・ファーレン長崎へ完全移籍。2014年7月、クラブ側との合意により契約を解除して、長崎を退団した。
2015年、タイのナコーンパトム・ユナイテッドFCに移籍。その後、タイのクラブでプレーして2018年をもって現役を引退した。
2019年から愛媛のU-18コーチに就任。2021年4月7日に愛媛FCのトップチームコーチに就任した。

## 所属クラブ
- 愛媛FCジュニアユース
- 2004年 - 2006年 愛媛FCユース (愛媛県立伊予高等学校)
- 2007年 - 2010年 京都産業大学
- 2011年 - 2012年  愛媛FC
- 2013年 - 2014年7月  V・ファーレン長崎
- 2015年 - 2016年  ナコーンパトム・ユナイテッドFC
- 2017年  シーサケートFC
- 2017年  プラチュワップFC
- 2018年  カセサートFC
- 2018年  ノーンブワ・ピッチャヤFC

## 個人成績
| 国内大会個人成績 | 国内大会個人成績 | 国内大会個人成績 | 国内大会個人成績 | 国内大会個人成績 | 国内大会個人成績 | 国内大会個人成績 | 国内大会個人成績 | 国内大会個人成績 | 国内大会個人成績 | 国内大会個人成績 | 国内大会個人成績 |
| 年度             | クラブ           | 背番号           | リーグ           | リーグ戦         | リーグ戦         | リーグ杯         | リーグ杯         | オープン杯       | オープン杯       | 期間通算         | 期間通算         |
| 年度             | クラブ           | 背番号           | リーグ           | 出場             | 得点             | 出場             | 得点             | 出場             | 得点             | 出場             | 得点             |
| 日本             | 日本             | 日本             | 日本             | リーグ戦         | リーグ戦         | リーグ杯         | リーグ杯         | 天皇杯           | 天皇杯           | 期間通算         | 期間通算         |
| ---------------- | ---------------- | ---------------- | ---------------- | ---------------- | ---------------- | ---------------- | ---------------- | ---------------- | ---------------- | ---------------- | ---------------- |
| 2011             | 愛媛             | 23               | J2               | 11               | 0                | -                | -                | 2                | 0                | 13               | 0                |
| 2012             | 愛媛             | 23               | J2               | 15               | 0                | -                | -                | 0                | 0                | 15               | 0                |
| 2013             | 長崎             | 19               | J2               | 29               | 2                | -                | -                | 1                | 0                | 30               | 2                |
| 2014             | 長崎             | 19               | J2               | 0                | 0                | -                | -                | 0                | 0                | 0                | 0                |
| 通算             | 日本             | 日本             | J2               | 55               | 2                | -                | -                | 3                | 0                | 58               | 2                |
| 総通算           | 総通算           | 総通算           | 総通算           | 55               | 2                | -                | -                | 3                | 0                | 58               | 0                |

その他公式戦
- 2013年 
  - J1昇格プレーオフ 1試合0得点

- Jリーグ初出場 - 2011年4月24日 J2第8節 vs東京ヴェルディ (駒沢)
- Jリーグ初得点 - 2013年3月31日 J2第6節 vsガイナーレ鳥取 (長崎県立)

## 代表・選抜歴
- 2009年 関西学生選抜B選手

## タイトル
個人
- 2008年 関西学生リーグ1部優秀選手
- 2010年 関西学生リーグ2部Aブロック 得点王 (28点)、優秀選手

## 指導歴
- 2019年 - 愛媛FC
  - 2019年 - 2021年4月 U-18 コーチ
  - 2021年4月 - 同年12月 トップチーム コーチ
  - 2022年 U-18 コーチ
  - 2023年 - U-15 コーチ